# Titularbistum Diospolis Superior
Diospolis Superior (ital.: Diospoli Superiore) ist ein Titularbistum der römisch-katholischen Kirche.
Der antike Bischofssitz in der römischen Provinz Aegyptus bzw. in der Spätantike Thebais in Oberägypten. Es gehörte zur Kirchenprovinz Ptolemais in Thebaide.
| Titularbischöfe von Diospolis Superior |                     |                                           |                  |                |
| Nr.                                    | Name                | Amt                                       | von              | bis            |
| 1                                      | Manuel Menéndez     | Weihbischof in Buenos Aires (Argentinien) | 25. Oktober 1956 | 12. Juni 1961  |
| 2                                      | Nemesio Rivera Meza | emeritierter Bischof in Cajamarca (Peru)  | 8. Juli 1961     | 9. Januar 2007 |